# Gwara cieszyńska

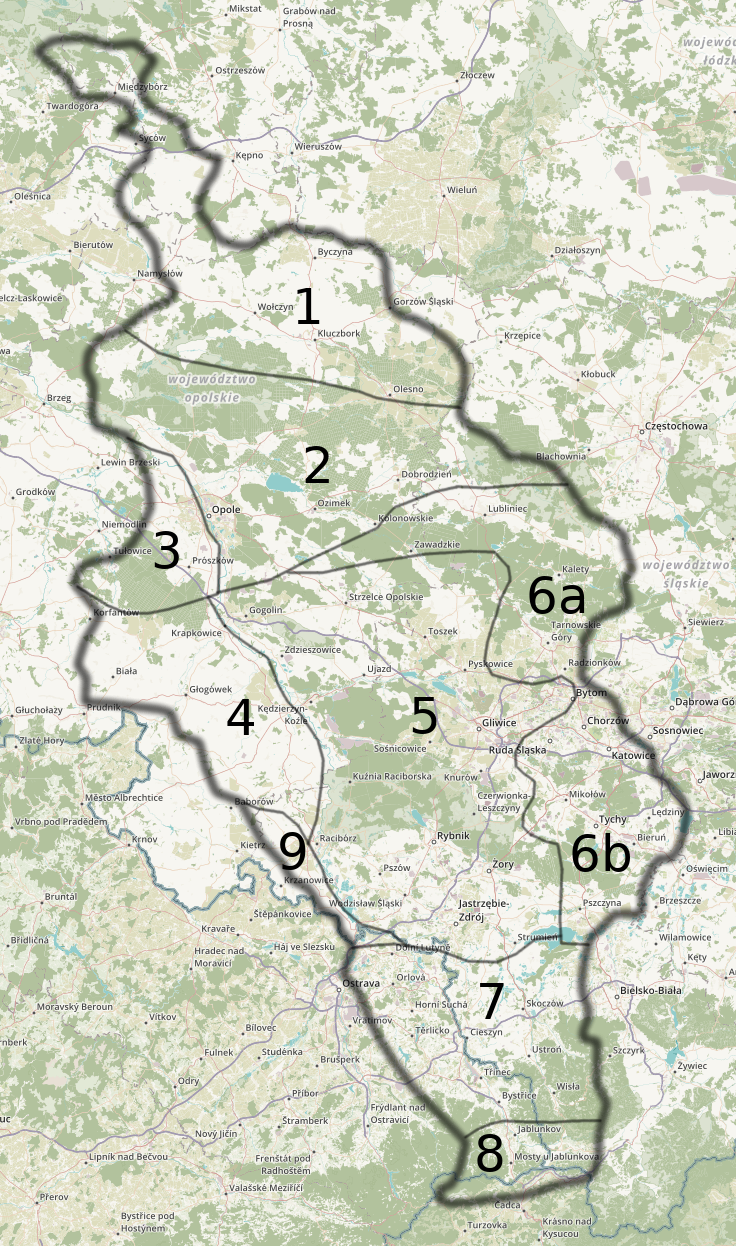
Gwary śląskie według Alfreda Zaręby, cieszyńska (7) na południu

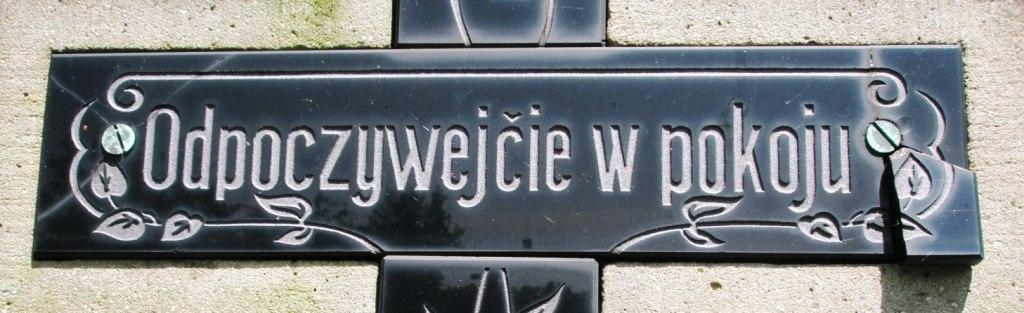
Napis w gwarze cieszyńskiej na cmentarzu w Trzycieżu

Gwara cieszyńska (ciesz. po naszymu, cieszyńsko rzecz, w literaturze czeskiej także dialekt śląsko-polski (cz. slezskopolská nářečí) – jedna z gwar śląskich, zaliczana do dialektu śląskiego lub do grupy śląskiej dialektów języka czeskiego, razem z dialektem laskim.
Charakteryzuje się dużymi wpływami czeskimi, niemieckimi, a nawet wołoskimi i słowackimi. Jest używana po obu stronach granicy polsko-czeskiej. Polscy i czescy językoznawcy spierają się w kwestii klasyfikacji gwary: Polacy uważają ją za część dialektu śląskiego języka polskiego, Czesi wykazują jej podobieństwo do gwar laskich i morawskich. Na Zaolziu jest używana głównie (choć nie tylko) przez mniejszość polską i ulega silnym wpływom języka czeskiego. Po polskiej stronie granicy ulega silnym wpływom polszczyzny standardowej.
Pisarzami tworzącymi w gwarze cieszyńskiej byli: Aniela Kupiec, Emilia Michalska, Władysław Młynek, Mieczysław Peterek, Karol Piegza, Jerzy Rucki, Maria Szturc i Adam Wawrosz .

## Pochodzenie
Dialekt Śląska Cieszyńskiego, według polskich językoznawców, wyewoluował ze staropolszczyzny, zachowując do dzisiejszych czasów wiele cech języka staropolskiego, takich jak słownictwo, składnia. Duży wpływ na kształtowanie się gwary miały też i mają języki: czeski, niemiecki, polski standardowy, a od niedawna także język słowacki. Według czeskich językoznawców gwara cieszyńska jest spokrewniona głównie z gwarami laskimi i morawskimi i wykazuje większe podobieństwo do języka czeskiego niż do współczesnej polszczyzny.

## Obszar użycia

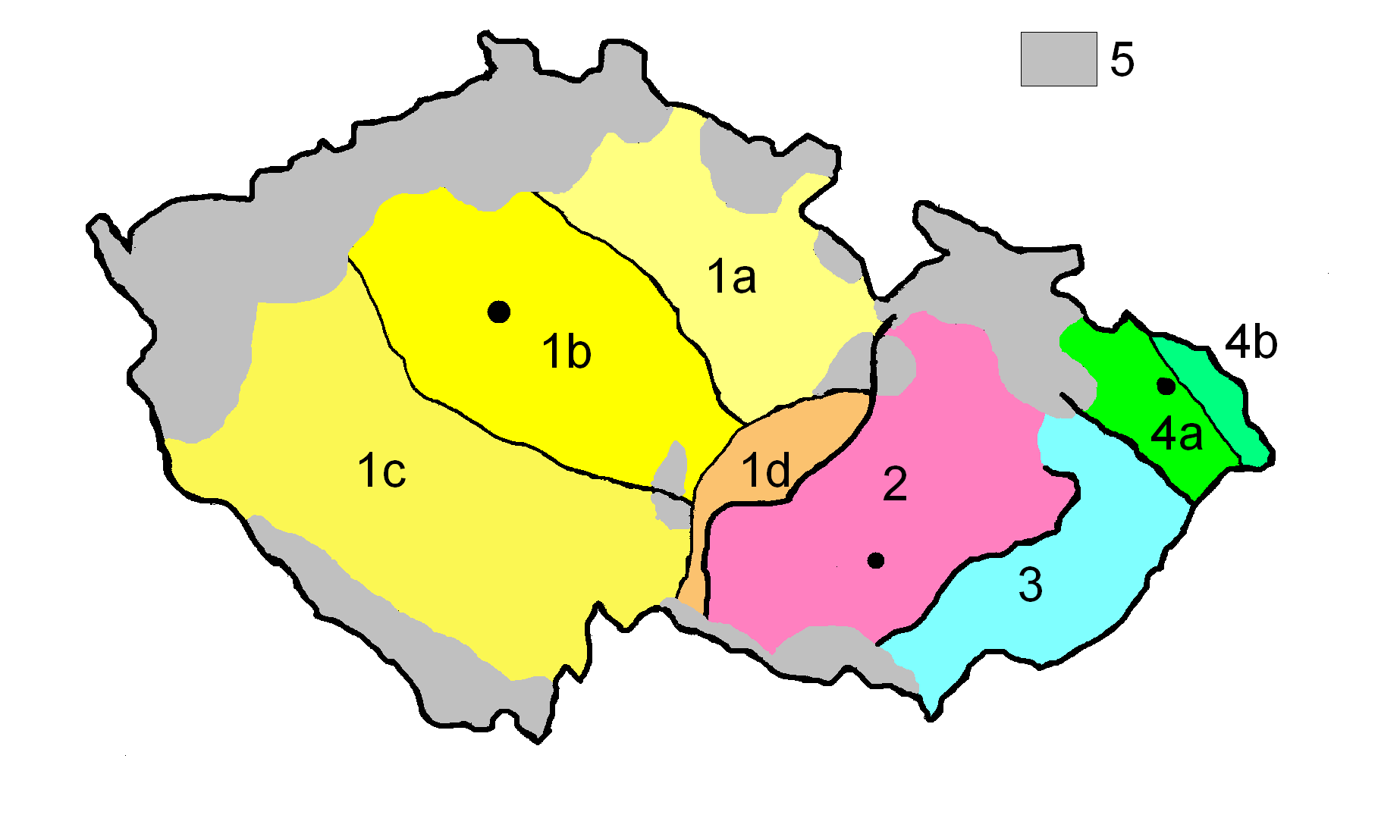
Mapa dialektów języka czeskiego:
1a – dialekt wschodnioczeski,
1b – dialekt środkowoczeski,
1c – dialekt zachodnioczeski,
1d – dialekt czesko-morawski)
2 – dialekt hanacki
3 – dialekt morawsko-słowacki
4a – dialekt laski,
4b – dialekt przejściowy polsko-czeski)
5 – dialekty mieszane (dawne tereny niemieckojęzyczne)

Gwara cieszyńska jest używana po obu stronach Olzy, zarówno po czeskiej, jak i polskiej. Na Zaolziu używana jest przede wszystkim przez mniejszość polską. Używana jest głównie na wsiach i w mniejszych miejscowościach. W miastach częściej używa się języka ogólnopolskiego. Gwarze cieszyńskiej lepiej powodzi się po stronie czeskiej, powodem tego jest, że gwara cieszyńska bliższa jest językowi polskiemu, przez co dochodzi do głównie fonetycznej integracji z polszczyzną.
Na Śląsku Cieszyńskim określenie po naszymu (pol. „po naszemu”) odnosi się zazwyczaj do cieszyńskiej odmiany dialekty śląskiego, co jest spowodowane nie tylko zróżnicowaną mową, w szczególności w porównaniu do dialektów gliwickich z północnej części Górnego Śląska, ale i kilkusetletnim odgałęzieniem kulturowym od reszty Górnego Śląska.

## Cechy językowe
Na tle innych gwar polskich gwara cieszyńska wyróżnia się następującymi cechami:
- Wąska wymowa samogłoski ę w każdej pozycji.
- Brakiem mazurzenia.
- Charakterystyczną końcówką pierwszej osoby liczby pojedynczej -ym, np. vinšujym, ńesym, jednak nie wszędzie (np. w Wiśle występuje końcówka -e).

Od dialektów czeskich odróżniają gwarę cieszyńską takie typowo polskie (lechickie) cechy, jak:
- Grupy TroT i TłoT na miejscu czeskich TraT i TlaT, np. vrota, błoto wobec czeskich vrata, bláto[2].
- Przegłos lechicki ě > ’a i przegłos polski e > ’o, np. kf́at, śostra wobec czeskiego květ i sestra[2].
- Relikty nosówek, np. pińundze, ḿynso wobec czeskich peníze, maso[2], choć w okolicach Bogumina doszło do całkowitej denazalizacji i na miejscu ogólnopolskich ą i ę są odpowiednio o i a[5].
- Zachowanie g, np. gura, noga wobec czeskich hora, noha[2].
- Zmiękczanie spółgłosek przez e, np. ḿetła, śedlok, źeli[2].

Szereg zjawisk łączy gwarę cieszyńską z gwarami laskimi, a jednocześnie z dialektami polskimi, w szczególności z dialektem śląskim, odróżniając przy tym od pozostałych gwar czeskich:
- Zanik iloczasu[2].
- Zachowanie rozróżnienia i - y oraz l - ł (u̯), a także brak dyftongizacji ú[2].
- Zachowanie grupy šč, np. ešče, ščípať[2].
- Dopełniacz liczby mnogiej na -uv[2].
- Zaimek przysłowny kaj ‘dokąd’, np. kaj idźeš?[2].

Na południowym wschodzie Śląska Cieszyńskiego występuje także gwara jabłonkowska, cechująca się charakterystycznym jabłonkowaniem, tj. zmieszaniem szeregów ś, ź, ć, dź i sz, ż, cz, dż. Używana jest ona w tzw. Trójwsi beskidzkiej, tj. w Istebnej, Koniakowie i Jaworzynce. Zachowana w niej została do dziś staropolska frykatywna wymowa „rz”.
W Karwinie i okolicach ł wymawiane jest jako spółgłoska boczna welaryzowana (tzw. ł sceniczne), tj. jako [ɫ] w porównaniu do [w] na reszcie obszaru gwarowego. Tam też zachowana jest wymowa sv wobec sf, np. svuj.
Charakterystyczne jest też wypowiadanie się o małych dziewczynkach w rodzaju nijakim: Ofijka poszło do szkoły, lub nawet same dziewczynki mówią tak o sobie: jo stukło zdrzadło.

## Mural "Po naszymu"
W 2023 roku, na elewacji bloku mieszkalnego w Cieszynie, ul. Barteczka 23 (osiedle "Bobrek Wschód") powstał mural pod tytułem "Po naszymu" składający się z 70 słów należących do gwary cieszyńskiej. Są to rzeczowniki i czasowniki takie jak: stróm, kapsa, cesta, pusa, gańba, zwyrtula, skibeczka, fulać, wajco, utopiec, trula, szmatłać, sztróm, rzić, przekludzać, przikopa, babuć, blinkier, bożatko, cukle, ćmok, dekiel, drzistać, forszt, fukar, gajdy, torka, ujec, uwarzić, hyc, wartko, zico, zola, zwyrtać, zyngruba, żymła, bolok, biglować, brzidok, bylekaj, ździorbo, curig, cykocz, durch, dziwy, firanga, fórt, galan, gizd, glyndzić, góńka, grzib, hoczek, insza, izba, jakla, kabot, koło, kludzić, kreplik, kulok, kurzić, dymfoki, ujechuje, ućpać, tropić, śniegulok, sztympel, rzazać, piznąć, nónść.
Mural "Po naszymu" jest jednym z czterech murali, które zostały wybrane do realizacji w ramach Budżetu Obywatelskiego Cieszyna na rok 2023.